# Ma vie en l'air
Ma vie en l'air è un film del 2005 diretto da Rémi Bezançon.

## Trama
Brillante studente dell'École nationale supérieure de l'aéronautique et de l'espace, Yann Kerbec lavora nell'ambito della sicurezza aerea, giudicando il comportamento dei piloti, messi in condizioni di difficoltà, nei simulatori di volo.
Ma è proprio la paura di volare, sviluppatasi in lui a seguito della tragica morte della madre, che gli ha fatto perdere il primo amore, Charlotte; le promesse di Yann di rincontrarla, lei che studiava all'estero, erano sempre state bloccate dalla paura, e così tutte le relazioni che da quel momento il ragazzo aveva avuto erano finite nella speranza di ricongiungersi a Charlotte.
A trent'anni la vita di Yann cambia: ospita in casa sua il vecchio amico d'infanzia Ludo e Alice, consulente sentimentale in un programma radiofonico.
Con il pretesto di analizzare la propria situazione, il giovane passa molto tempo con lei, tanto da dimenticare quasi totalmente il primo amore.
Ciò accade fino a quando, un giorno, Yann ha notizie di Charlotte.